# Uddevalla kommun
Uddevalla kommun er en svensk kommune i landskabet Bohuslän. Hovedbyen er Uddevalla.

## Församlinger og større byer
- Uddevalla församling
  - Uddevalla (del af større by)
- Bäve församling
  - Uddevalla (del af større by)
- Lane-Ryrs församling
  - Fagerhult
- Herrestads församling
  - Herrestad
  - Sunningen
  - Utby
- Skredsviks församling
  - Hogstorp
- Högås församling
- Bokenäs församling
- Dragsmarks församling
- Forshälla församling
  - Ammenäs
- Ljungs församling
  - Ljungskile
- Resteröds församling
- Grinneröds församling

58°21′00″N 11°55′00″Ø / 58.35°N 11.916666666667°Ø